# Букаву
Букаву (фр. Ville de Bukavu) је град у Демократској Републици Конго и главни град провинције Јужни Киву. Налази се на истоку Конга на јужној обали језера Киву. Има 226.000 становника, а још 250.000 живи у околним градовима и селима. Близу је националног парка Канузи Биега, а аеродром је удаљен 30 километара од града. 
Букаву је основала 1901. белгијска колонијална управа. Тада се звао Костермансвил. Имао је доста Европљана у то доба, јер је темпаратура била умерена, пошто се Киву налази на 1500 m надморске висине. Ту су биле изграђене многе колонијалне виле са вртовима који су допирали до обале језера. 
Букаву је био значајан транспортни и административни центар за целу провинцију Киву. Због Конгоанске кризе 1960-их град је почео пропадати. Побуна из 1991 је такође утицала на град. Гома је раних 1990-их значајније расла, у поређењу са Букавуом. 
Током рата и геноцида у Руанди избеглице из Руанде су створиле велику избегличку кризу у региону Великих језера. Букаву је постао центар Хуту побуне против владе Тутсија у Руанди. Војска из Руанде је због тога напала Букаву новембра 1996. што је иницирало Први рат у Конгу. Око Букавуа је било спорадичне пуцњаве између снага владе у Конгу и побуњеника, што се наставило у Другом рату у Конгу и у 2004.
Током 2004. било је протеста у неколико градова Конгоа против УН-а, јер је Букаву пао у руке побуњених војника. Наводно је преко 10.000 жена силовано кад је генерал Нкунда рекао војницима да је град њихов три дана.

## Становништво
| Година       |
| Становништво |
| ------------ |

## Партнерски градови
- Палермо